# Похороны Юрия Гагарина
Похороны Юрия Гагарина и Владимира Серёгина 29—30 марта 1968 года представляли собой траурное шествие и захоронение двух урн с прахом в Некрополе у Кремлёвской стены в Москве. В отношении Гагарина впервые в советской истории был объявлен общенациональный траур для человека, не являвшегося действующим главой государства. Траурные венки прислали все союзные республики СССР и некоторые зарубежные страны. В траурной процессии у Кремлёвской стены урну с прахом несли Леонид Брежнев, Алексей Косыгин и Николай Подгорный.

## Предыстория
Космонавт и первый человек в космосе Юрий Гагарин, а также его инструктор Владимир Серёгин погибли в результате авиационного происшествия на тренировочном самолёте МиГ-15УТИ 27 марта 1968 года. К утру 28 марта поисковики нашли останки обоих пилотов и их личные вещи, в тот же день состоялось опознание останков. По воспоминаниям Арсения Миронова, члена лётной подкомиссии, расследовавшей гибель Гагарина, оба лётчика не катапультировались и их тела фрагментировались. 28 марта в 21:15 останки Гагарина и Серёгина были кремированы. 29 марта все советские газеты вышли с траурными передовицами, большими портретами Гагарина и соболезнованиями от государственных деятелей.

## Похороны
Для организации похорон ЦК КПСС и Совет Министров постановили создать правительственную комиссию в составе А. П. Кириленко (председателя), Д. С. Полянского, Д. Ф. Устинова, В. В. Гришина, И. И. Якубовского, А. А. Епишева, К. А. Вершинина, М. В. Келдыша, А. Г. Николаева и М. С. Смиртюкова. Утром 29 марта в Центральном доме Советской армии (ЦДСА) был открыт доступ к урнам с прахом Гагарина и Серёгина. В этот день число посетивших ЦДСА превысило 40 тысяч человек. Из-за большого количества желавших проститься с Гагариным (многие занимали места в очереди ещё ночью) вечером 29 марта пришлось продлить доступ к праху до утра 30 марта. В 12 часов дня 30 марта общественный доступ в ЦДСА был закрыт и с погибшими простились их родственники и друзья.

### Траурная процессия
30 марта в 13:10 под траурный марш урны с прахом были вынесены из ЦДСА в сторону Дома Союзов. Траурная процессия шла вдоль десятков тысяч людей за оцеплением. Возле Дома Союзов урны с прахом поместили на орудийный лафет, буксируемый БТРом, и процессия отправилась на Красную площадь. Перед БТРом шли военные, нёсшие награды погибших, рядом с лафетом маршировал почётный караул, далее шли близкие погибших, военачальники, государственные деятели и космонавты.
Траурную процессию, несмотря на запрет, втайне сфотографировал Геннадий Фёдоров, который, как служащий внутренней и конвойной охраны Министерства охраны общественного порядка СССР, участвовал в приготовлениях на Красной площади. Согласно Фёдорову, один мужчина за оцеплением крикнул: «Как допустили, что первый космонавт погиб?!» К нему подбежали сотрудники КГБ, один из которых на бегу спросил: «Вы кем работаете?» и завязался диалог: — «Пекарем!» — «А если вас отстранить от работы, будете стремиться назад?» — «Да!» — «И он так же. Лётчик, ему надо летать. Отказал двигатель, система». — «Так ищите, кто за неё отвечал, и почему отказала!» Мужчину увели и криков больше не было.

### Захоронение
Процессия остановилась возле Мавзолея Ленина, напротив которого стоял военный оркестр. Возле Мавзолея урны перенесли на специальные постаменты и начался траурный митинг. В 14:30 председатель похоронной правительственной комиссии Андрей Кириленко поместил урны с прахом Гагарина и Серёгина в нишах Кремлёвской стены. По всему СССР была объявлена минута молчания, после чего был дан артиллерийский салют и ниши были запечатаны. Прозвучал гимн СССР, затем мимо Мавзолея промаршировали военные.
Во время захоронения велась прямая трансляция по центральному ТВ.

### Памятный вечер
В 4 часа дня в одном из залов ЦДСА начался памятный вечер. Зал мог вместить максимально 200 человек. Поскольку большую часть составляли родственники и близкие друзья погибших, отвечавшему за списки генерал-полковнику Николаю Каманину пришлось выбирать из нескольких тысяч претендентов. В итоге были отобраны один-два представителя от ЦК КПСС, Верховного Совета, правительства, ВВС и крупных ОКБ. Памятный вечер завершился в 8 часов вечера.

## Зарубежные реакции
Похороны освещались в американской «The New York Times» и некоторых других зарубежных газетах.
В 1968 году вышло англоязычное стихотворение «On the funeral of Maj. Yuri Gagarin and Col. Vladimir Seryogin» («На похороны майора Юрия Гагарина и полковника Владимира Серёгина») мальтийского писателя и лингвиста Джозефа Аквилины.

## Предложение о перезахоронении

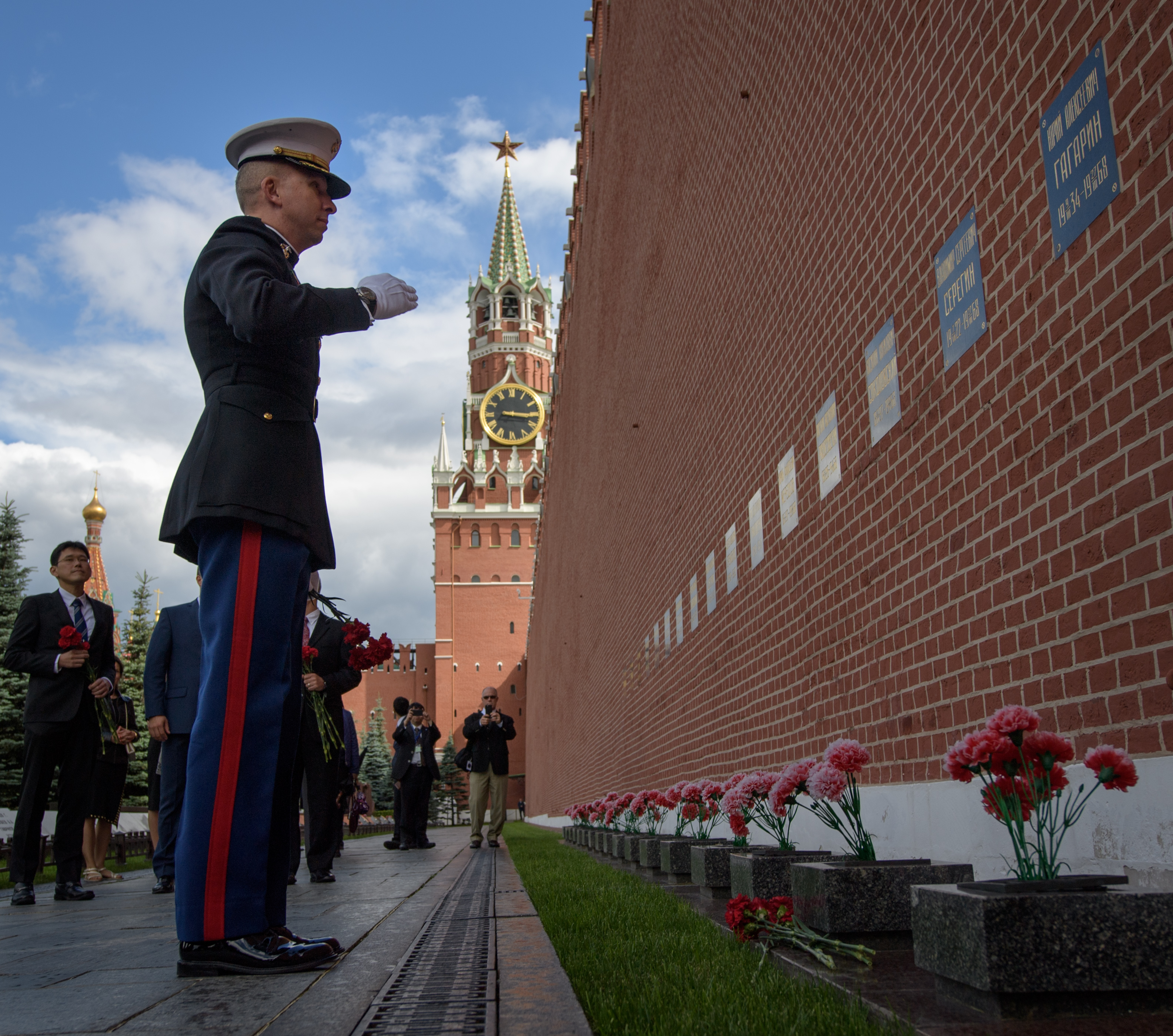
Американский космонавт, бортинженер МКС-52 Рэнди Бресник отдаёт воинское приветствие перед местом захоронения Гагарина, 2017 год.

В 2020 году, после смерти вдовы Гагарина Валентины, историк российской пилотируемой космонавтики Александр Глушко предложил перезахоронить чету Гагариных «на одном из кладбищ страны» с установкой «шикарного памятника», а некрополь Кремлёвской стены «расформировывать». Друг Гагарина Валентин Петров высказался против перезахоронения: «Прах не надо трогать. Как лежал он с Серёгиным в Кремлёвской стене, пусть так и будет». Вопрос о переносе захоронений видных деятелей у Кремлёвской стены поднимался и раньше.